# بيرتن كوينتن
بيرتن كوينتن (بالفرنسية: Bertin Quentin)‏ هو عازف كمان وملحن فرنسي، ولد في 1690، وتوفي في 1767 في إرمونت في فرنسا.

## وصلات خارجية
- بيرتن كوينتن على موقع ميوزك برينز (الإنجليزية)